# Ichneumon amator
Ichneumon amator là một loài tò vò trong họ Ichneumonidae.